# Dżer

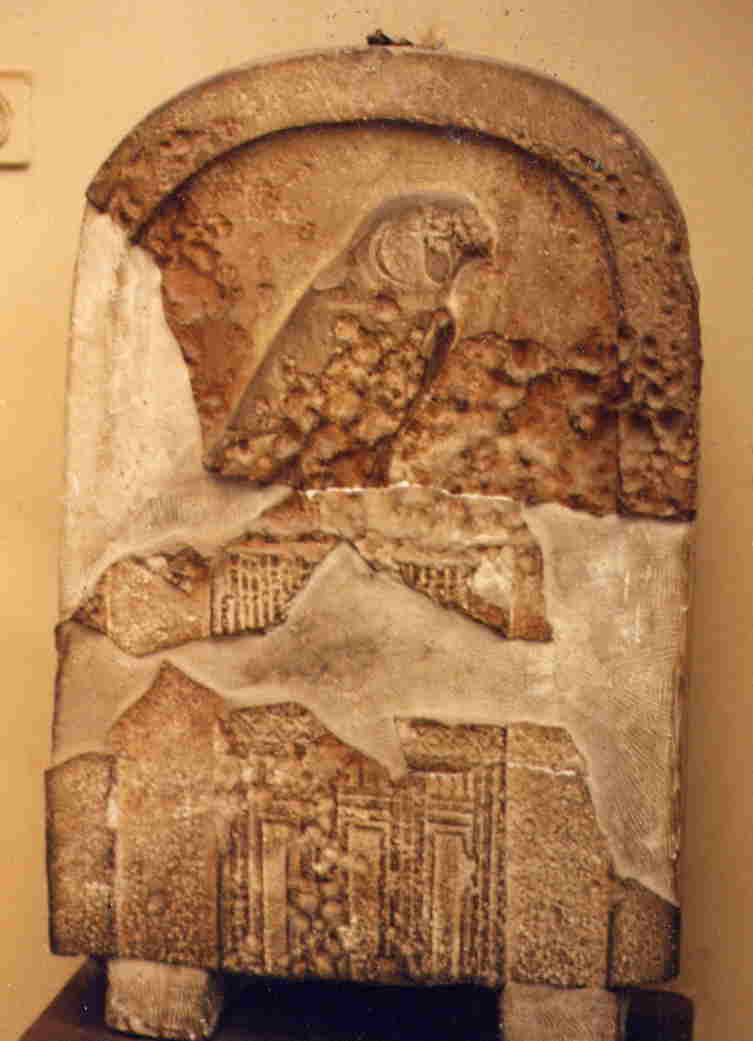
Stela Dżera z Abydos (Muzeum Egipskie w Kairze)

Dżer – drugi lub trzeci władca (król) starożytnego Egiptu zaliczany do panujących I dynastii.
Chronologia rozbieżnie określa lata jego panowania:
- 3100–3055 p.n.e. (N. Grimal)
- 2999–2952 p.n.e. (B. Kwiatkowski)
- 2980–2960 p.n.e. (Th. Schneider)

Był synem króla Aha i jednej z pomniejszych żon (lub konkubiny) – Chenedhapi.  
Przeprowadzał dalsze organizowanie państwa w zakresie gospodarczym i religijnym, wzniósł też pałac w Memfis. Istotne były zwłaszcza dokonania w sferze kultu religijnego: zachowane zapiski informują o budowie świątyń, wykonaniu posągów Mina i Chenti-Imentiu czy ustanowieniu święta Horusa. Jego grobowiec w Abydos uznawano za tradycyjne miejsce pochówku państwowej relikwii – głowy rozczłonkowanego przez Seta Sędziego Zmarłych – Ozyrysa, ściśle związane z mitem ozyriańskim.
Rządy Dżera były okresem znacznego rozwoju sztuk, nauk, rzemiosła i medycyny. On sam miał opinię wielkiego medyka, będąc autorem pism o leczeniu dolegliwości, z których wiadomości korzystano przez 3 tysiące lat po jego śmierci.
Panowanie tego władcy w istotnym stopniu wpłynęło na ożywienie zagranicznej polityki państwa, czego wyrazem były m. in. ekspedycje kierowane do Nubii (sięgające aż po współczesne Wadi Halfa), prawdopodobnie też do Libii i na Synaj. W połowie swego panowania Dżer miał podbić kraj Sedżet (położony przypuszczalnie na Synaju lub w Palestynie).
Liczne wzmianki o nim odnoszą się do zapisów na tabliczkach z drewna i kości słoniowej. Jedna z nich ukazuje łodzie płynące w kierunku miast delty Nilu – Sais i Buto (wczesnej stolicy Dolnego Egiptu), inna zaś opisuje składanie ofiar z ludzi.
Według różnych źródeł i ocen rządy jego trwały od 20 do 57 lat. W grobowcu faraona w Umm al-Kaab w starożytnym Abydos odnaleziono szczątki aż 388 poddanych, których miano rytualnie zgładzić, aby służyli mu w życiu przyszłym (tradycję tę wkrótce zarzucono, gdy ofiary ludzkie zastąpiono figurkami uszebti). Świadectwem wysokiego poziomu rzemiosła artystycznego owych czasów jest dokonane w pochówku tego faraona przez Flindersa Petrie znalezisko ręki z bransoletami wykonanymi ze złota i kamieni półszlachetnych (przypisywanej jego małżonce).
Od czasów Średniego Państwa wierzono, że w jego grobowcu spoczywa ciało Ozyrysa, a król Chendżer z XIII dynastii nakazał wystawić tam posąg i miejsce to stało się centrum powszechnych pielgrzymek. 
Jego małżonka Herneit została pochowana w Sakkarze.
Córką była królowa Meritneit (Merneith), również pochowana w Abydos, najpewniej żona jego następcy i z pewnością matka faraona Den. 

## Tytulatura
Nomen władcy, zachowany na Kamieniu z Palermo i Liście z Abydos, brzmi Iti:
|             |   |    |
| \| \| \| \| |   |    |
|             |   |    |
| i           | t | ti |

| i | t | ti |

|             |   |    |
| \| \| \| \| |   |    |
|             |   |    |
| i           | t | ti |

| i | t | ti |

Jego imię horusowe brzmi Dżer (Horus Dżer, „Horus, który Wspiera”):
U historyków greckich występuje pod imionami Kenkenes i Athoti. Jürgen von Beckerath wymienia jeszcze jedno imię – Uenephes; to Kwiatkowski przyporządkowuje jednak do Dżeta.